# Lê Xuân Nghĩa
Lê Xuân Nghĩa (sinh ngày 2 tháng 2 năm 1952, tại Hà Tĩnh) là một nhà kinh tế Việt Nam. Ông được biết đến là một chuyên gia trong lĩnh vực tài chính, tiền tệ và ngân hàng; có nhiều năm hoạt động trong lĩnh vực kinh tế nhà nước và làm cố vấn kinh tế cho các đời Thủ tướng Việt Nam và Lào.

## Tiểu sử
Lê Xuân Nghĩa quê ở Thạch Châu, Lộc Hà, Hà Tĩnh. Năm 1986, ông theo học và lấy bằng tiến sĩ tại Đại học Kỹ thuật Merseburg, Cộng hòa Dân chủ Đức. Sau đó ông lấy bằng chuyên gia nghiên cứu sau Tiến sĩ của Đại học Harvard, Hoa Kỳ.

## Quá trình công tác
- Từ 1976 đến 1996: ông là chuyên viên rồi trở thành Viện trưởng Viện Nghiên cứu thị trường, Ủy ban Vật giá Nhà nước Việt Nam.[2]
- Từ 1988 đến 2006: ông là thành viên Tổ tư vấn của Thủ tướng Việt Nam, hay còn gọi là Ban Nghiên cứu của Thủ tướng Việt Nam
- 1990: Ông làm cố vấn cho Thủ tướng Cộng hòa Dân chủ Nhân dân Lào[1]
- Từ 1991 đến nay: Thành viên hội đồng tư vấn tài chính tiền tệ Nhà nước Việt Nam.[3]
- Từ 1997 đến 2008: Vụ trưởng Vụ Chiến lược Phát triển Ngân hàng, Ngân hàng Nhà nước Việt Nam
- Từ 2008 tới 2012: Phó Chủ tịch Ủy ban giám sát tài chính quốc gia. Nghỉ hưu theo chế độ[1]. Sau đó ông làm cố vấn kinh tế cho Tập đoàn Geleximco của tỷ phú Vũ Văn Tiền.
- Năm 2015 ông được bầu làm Ủy viên HĐQT Ngân hàng TMCP Quốc dân NCB [4].

## Nghiên cứu
- Le Xuan Nghia. (1986). Erfahrungen bei der planmäßigen Industriepreisbildung der Deutschen Demokratischen Republik und Möglichkeiten ihrer Nutzung in der Sozialistischen Republik Vietnam (Doctoral dissertation).
- DONGE, J.; WHITE, Howard. Le Xuan Nghia (1999). Fostering High Growth in a Low Income Country. Programme Aid to Vietnam.
- LE XUAN, N. G. H. I. A. (1997). Export or Die. Vietnam Economic Times, (35).
- Ly, X. H., Le, X. N., Vu, D. H., Tran, V. D., Nguyen, H. T., Do, V. T.,... & Tran, N. V. The stock market in Vietnam: development challenges. Business issues bulletin Vietnam; No. 2.